# Tardan
Sombreros Tardan es una empresa mexicana de fabricación y venta de sombreros fundada en 1847 en la Ciudad de México. Su sede central se  encuentra ubicada en la Plaza de la Constitución en la Ciudad de México, en el mismo local desde su fundación. Su actual propietario es Luc Tardan, sobrino nieto de su fundador, Carlos Tardan.

## Historia
En 1847, mientras México se encontraba invadido por Estados Unidos de América fue abierta una tienda comercial con el nombre El Castor en lo que era el Portal de los Mercadores, hoy Plaza de la Constitución en la Ciudad de México. Se dedicaba a la importación y venta de sombreros europeos y estadounidenses. En 1870 fue adquirida por el empresario de origen francés Francisco Dallet. Unos años después, Dallet compró una sombrerería contigua llamada “El Sombrerero Colorado”, la cual había sido fundada en 1869 y era propiedad de Th. Pellotier. Con esta fusión, “El Castor” se consolidó como el principal comercio de sombreros en el país. 
Dallet frecuentaba un café cercano al negocio en donde conoció a Carlos Tardan, un joven mesero francés que había llegado a México en 1880 procedente de Bosdarros. Ese mismo año Tardan comienza a trabajar en el negocio de Dallet, convirtiéndose en socios tiempo después.
Carlos contrató en el negocios a dos de sus hermanos, Augusto y Víctor; y en 1899 los tres compran la tienda a la que cambien el nombre a Tardan Hermanos. Cuando Carlos se retira, sus dos hermanos quedan al frente y deciden sustituir los sombreros importados con sombreros de producción nacional propia. Para ello incorporan al negocio a su sobrino Carlos, hijo de otro hermano llamado Pierre. El sobrino Carlos es enviado a Inglaterra, Alemania e Italia para aprender la técnica de la fabricación del fieltro.
A principios del siglo XX, Salvador Novo, reconocido poeta y cronista mexicano, acuña la frase “De Sonora a Yucatán se usan sombreros Tardan”, lema que aún conserva la empresa y que se hiciera famoso por estar presente en múltiples formatos publicitarios desde anuncios en plazas de toros, prensa escrita y radio. A mediados del siglo, Humberto G. Tamayo, uno de los primeros locutores mexicanos, acuñó una frase que se hizo famosa en México: ""Caballero, usted vale sin sombrero. Con sombrero vale más. Más vale que use sombrero, use sombreros Tardán”.
Legalmente la marca Tardan es registrada en México en 1904, a lo que siguieron registros en  Guatemala, Honduras, Costa Rica, Nicaragua y El Salvador. Su competencia era en es entonces la italiana Borsalino y la estadounidense Stetson.
En 1959 el negocio se dividió en dos: Sombreros Unidos S.A. para la fabricación y comercialización de sombreros y Sociedad Tardan para el comercio de marcas de prestigio. Años después, en 1976, Pedro Tardan, hijo de Carlos el fundador, adquiere las marcas propiedad de las empresas y mantuvo exclusivamente la manufactura de sombreros de fieltro de lana.
Para finales del siglo XX fabricaban sombreros y cachuchas de lana y de pelo. Ya durante el siglo XXI se dedica a la fabricación y comercialización de sombreros de fieltro de lana y palma, cachuchas de paño y lino, accesorios de piel y ropa de lino. Su actual propietario es Luc Tardan, sobrino bisnieto de Carlos Tardan, fundador de la sombrerería.
En el 2000, Matthieu Tardan, nieto del fundador, abrió una rama del negocio en la mexicana ciudad norteña de Monterrey llamada Sombrerería Matthieu Tardan.

## Productos
Actualmente en su catálogo se pueden encontrar sombreros cordbés, de copa alta, bombín, olímpico, fedora, napoli, Sidney, 8 segundos, Alabama, Americana, Montana, australiano, country, Panamá,  de campaña, entre otros; así como guayaberas y blusas de lino.
Entre sus clientes más conocidos se encuentran Porfirio Díaz, Emiliano Zapata, Carlos Salinas de Gortari, Francisco Villa, Armando Manzanero, José Luis Cuevas y Charles Lindbergh.